# La stanza chiusa
La stanza chiusa è un film del 2001 diretto da Wayne Powers
Il film, uscito direttamente in home video, è noto anche col titolo Incubi.

## Location
- Conway, New Hampshire
- Jackson, New Hampshire
- Mount Washington Valley, New Hampshire

## Colonna sonora
- Trip If You Have To - Scarlet Road
- Coffee & Tea - Scarlet Road
- I Never Looked Back - Mark Pont
- Urban Jazz - JLB
- Don't Give Up Tomorrow - Marshall Altman
- Valse Melancolique - Christopher L. Stone
- Father - Jono and the Rock
- Catching up with Yesterday - Schuyler Fisk